# Die Großherzogin von Gerolstein

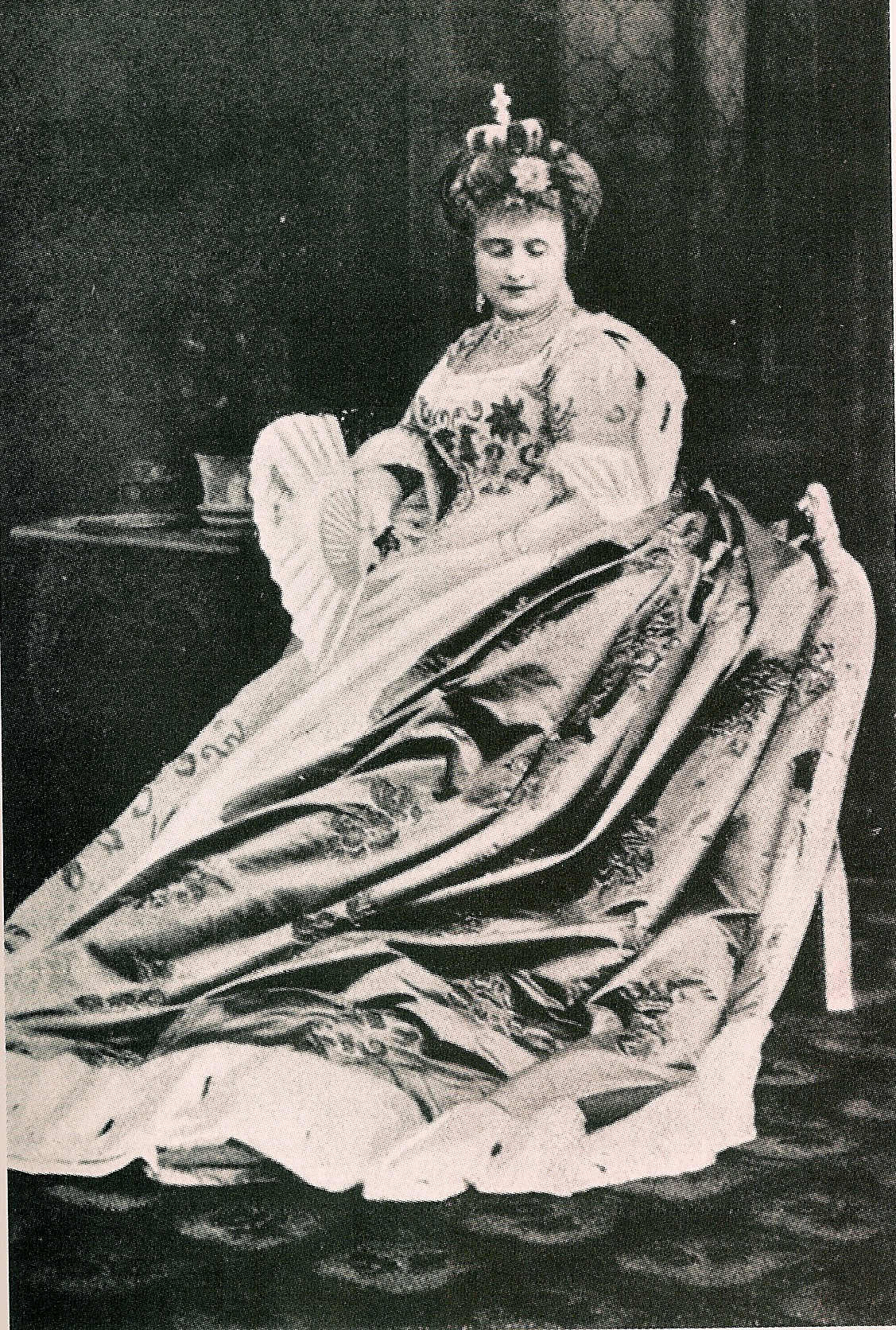
Jacques Offenbachs Sopranistin Hortense Schneider in der Titelrolle

Die Großherzogin von Gerolstein (französisch: La Grande-Duchesse de Gérolstein) ist eine französische Operette (Opéra bouffe) in drei Akten von Jacques Offenbach. Das Libretto verfassten Henri Meilhac und Ludovic Halévy. Die Uraufführung fand am 12. April 1867 im Théâtre des Variétés in Paris mit Hortense Schneider in der Titelrolle statt.
Das Werk ist eine Satire, in der das Günstlingswesen und das militärische Brimborium verspottet werden. Der Erfolg der Uraufführung war durchwachsen, die erste Hälfte wurde begeistert aufgenommen, während die zweite Hälfte unverstanden blieb. Offenbach begann sofort mit der Bearbeitung, er strich hierbei das zweite Finale und das Melodram der Großherzogin. Danach wurde die Operette ein triumphaler Erfolg. Die Aufführung galt quasi als Kulturbeitrag zur großen Pariser Weltausstellung.

## Orchester
Zwei Flöten, zwei Oboen, zwei Klarinetten, zwei Fagotte, vier Hörner, zwei Trompeten, drei Posaunen, Schlagzeug und Streicher

## Handlung
Die Operette spielt in dem fiktiven deutschen Großherzogtum Gerolstein um 1840 und hat keinen Bezug zur tatsächlichen Stadt in der Vulkaneifel. Vielmehr bezieht sich der Name auf Rodolphe, Großherzog von Gérolstein und Hauptfigur in Eugène Sues ab 1843 erschienenem, ungeheuer erfolgreichen Kolportageroman Die Geheimnisse von Paris.
Der Kleinstaat Gerolstein führt Krieg mit einem anderen kleinen Nachbarstaat. Der Anlass sind nicht etwa politische Gründe; Baron Puck fürchtet, die Großherzogin könnte sich langweilen und dabei auf die Idee kommen, selbst Politik zu betreiben.
General Bumm prahlt mit seinem kriegerischen Erfolg und seinem guten Stand bei Frauen (Piff, paff, puff – A cheval sur la discipline). Allerdings lehnt das Bauernmädchen Wanda seine Bitten ab; sie ist eher an dem Soldaten Fritz interessiert. General Bumm befiehlt Fritz, ein leeres Stück Gelände zu bewachen, um sich an ihm zu rächen, aber Fritz und Wanda umgehen das Verbot, während des Wachdienstes zu sprechen, indem sie stattdessen singen und tanzen (Me voici, me voici).
Die Großherzogin kommt, um ihr Regiment zu inspizieren und mit ihnen das Regimentslied (Ah, que j’aime les militaires und Ah! C’est un fameux régiment) zu singen. Doch statt das Lied wie vorgesehen mit General Bumm als Partner zu präsentieren, macht sie dies lieber mit Fritz, der ihr besser gefällt. Kurzerhand befördert sie ihn, während eines anschließenden Kriegsrates wird er zudem geadelt und zum General gemacht. Prinz Paul tritt auf. Er wurde von Baron Puck ins Land geholt. Es war der erste Plan, um die Großherzogin zu beschäftigen. Leider ist Paul eine Witzfigur, und die Großherzogin will nichts von ihm wissen. Er jammert, weil er wegen seiner Dauerwerbung schlecht in der Presse dasteht (Chronique de la Gazette de Hollande). Die Großherzogin vertröstet ihn und verspricht ihn zu heiraten, wenn sie mal weniger beschäftigt ist. Fritz bekommt den Säbel der großherzoglichen Familie übergeben (Couplets du Sabre). Er verabschiedet sich von Wanda, um in den Krieg zu ziehen.
Der Krieg ist vorbei, und die Hofdamen der Großherzogin warten auf die Heimkehr ihrer Liebsten (Chœur des demoiselles d’honneur). Fritz berichtet von seinem Sieg, den er errungen hat, indem er den Feind betrunken gemacht hat (Après la victoire). Alleine mit Fritz, will die Großherzogin ihm ihre Liebe gestehen. Aufgrund des Standesunterschieds kann sie nicht direkt sagen, was sie fühlt, und darum sagt sie, eine Freundin sei in ihn verliebt (Dites-lui qu’on l’a remarqué). Fritz versteht ihre Anspielungen nicht und bittet sie, Wanda heiraten zu dürfen.
General Bumm, Baron Puck und Prinz Paul überlegen, wie sie Fritz, der ihnen im Weg ist, loswerden können. Bumm und Puck erinnern sich daran, wie man es in alten Zeiten machte. Damals hatte die Großmutter der jetzigen Großherzogin einen Liebhaber namens Max. Es gibt einen geheimen Gang zum Zimmer des verstorbenen Max, durch den die damalige Großherzogin kam, um sich mit Max zu treffen. Eines Nachts kam statt der Großherzogin ein Trupp Meuchelmörder, die Max ermordeten. Genauso wollen die Höflinge es auch machen. Die Großherzogin ist wütend über Fritz’ Ablehnung, und als sie von dem Mordkomplott erfährt, gibt sie ihm ihren Segen und will selbst das Signal geben.
Gestrichenes zweites Finale:
Die Großherzogin hat sich mit Bumm, Paul und Puck darauf geeinigt, dass Fritz in der Hochzeitsnacht ermordet werden soll, wenn sie auf dem Hofball das Carillon ihrer Großmutter spielen lässt. Fritz und Wanda kommen zum Hofball, wo sie, als den unteren Schichten entstammend, eher fehl am Platz sind. Die Großherzogin versucht Fritz von der Hochzeit abzubringen, um nicht das Todesurteil zu fällen, aber es misslingt, und sie fordert, dass man das Carillon ihrer Großmutter spielt (Le carillon de ma grand-mère).
Gestrichenes Melodram:
Allein im Brautgemach von Fritz und Wanda, welches das Zimmer des Günstlings Max ist, fragt sich die Großherzogin, wie sie zu dem werden konnte, was sie jetzt ist, und ob sie das Richtige tut.
Die Meuchelmörder versammeln sich, und mit ihnen kommt auch Baron Grog. Grog wurde von Prinz Pauls Vater geschickt, um endlich die Ehe zwischen Paul und der Großherzogin zu vermitteln. Die Großherzogin hat es bislang abgelehnt, ihn zu empfangen. Die Mörder wetzen ihre Messer, als die Großherzogin dazukommt. Sie ist hingerissen von Baron Grog und verzichtet auf Fritz. Als Ersatz für den Mord sollen die Höflinge ihm die Hochzeitsnacht vermiesen. Zunächst stören die Höflinge Fritz und Wanda, indem sie sie bis ins Schlafzimmer begleiten, wo sie ihnen langwierig gute Nacht sagen. Kaum sind sie weg, ruft Bumm Fritz zu einem neuen Kampfeinsatz.
Die Großherzogin hat Paul geheiratet, um so Grog nahe sein zu können, der ihr dies geschickt eingeredet hat. Fritz platzt derangiert und mit verbogenem Säbel in die Feierlichkeiten. Statt zu einem Kriegsschauplatz hat Bumm ihn zum Haus seiner eigenen Liebhaberin geschickt, nicht ohne vorher deren Ehemann einen Wink zu geben. Dieser hat Fritz, zusammen mit seinen Knechten, erwartet und so zugerichtet. Fritz wird degradiert und nimmt seinen Abschied. Die Großherzogin will jetzt stattdessen Grog befördern. Der aber verzichtet und geht lieber heim zu seiner Frau und seinen vier Kindern. General Bumm erhält seinen Rang zurück.

## Musik
Bereits in der Ouvertüre dominiert das hymnusartige „Degen-Lied“ (So nimm den Degen, den Degen, den Degen), das sich nachher als Leitmotiv durch die gesamte Operette zieht.

## Aufnahmen (Auswahl)
Originalsprache
- Zareska, Dran, Prévet, Riley, Chœur Lyrique de Paris, Orchestre de l’Association des Concerts Pasdeloup unter René Leibowitz, Urania (Preiser) 1958
- Crespin, Vanzo, Mesplé, Massard, Chor und Orchestre du Capitole de Toulouse unter Michel Plasson, CBS 1977
- Felicity Lott, Beuron, Piau, Le Roux, Chœur des Musiciens du Louvre, Les Musiciens du Louvre Grenoble unter Marc Minkowski, Virgin 2005 (Diese Produktion, die auf der quellenkritischen Ausgabe von Jean-Christophe Keck beruht, enthält die von Offenbach gestrichenen Szenen.)

In deutscher Sprache
- Tarrés, Dallapozza, Gerritsen, Malta, Protschka. Kölner Rundfunkchor, Kölner Rundfunkorchester unter Pinchas Steinberg, EMI 1984.